# منطقه کمدن لندن
منطقه کمدن لندن (به انگلیسی: London Borough of Camden) یک منطقه در بریتانیا است که در لندن بزرگ واقع شده‌است.
این منطقه ۲۱.۸ کیلومتر مربع مساحت و ۲۳۵٬۷۰۰ نفر جمعیت دارد.

## خواهرخوانده
شهرهای آبو دیس و لوکزامبورگ خواهرخوانده‌های منطقه کمدن لندن هستند.